# Listen to Your Heart - Dance
Listen to Your Heart è il secondo album del duo belga D.H.T., pubblicato solo digitalmente il 30 giugno 2006.

## Il disco
L'album riprende la tracklist del precedente Listen to Your Heart, riproponeno tutti gli undici brani in versione remixata.
Da questo album è stato tratto un singolo, Sun "teuduh-duh-te-te", pubblicato l'8 giugno 2005.

## Tracce
Testi e musiche di Edmée Daenen e Flor Theeuwes, tranne dove indicato.
1. Listen to Your Heart (Hardbounze Single Edit) (Per Gessle, Mats Persson) (Roxette cover) – 3:29
2. I Go Crazy (Hardbounze Edit) (Paul Davis) – 3:44
3. At Seventeen (Janis Ian) – 4:08
4. I Miss You (Furious F. Single Edit) – 4:02
5. Someone (D.H.T. UK Edit) – 3:06
6. Driver's Seat (Hardbounze Single Edit) (Paul Roberts) (Sniff 'n' the Tears cover) – 3:20
7. I Can't Be Your Friend (Hardbounze Single Edit) (Brad Crisler, Rodney Clawson) (Rushlow cover) – 3:34
8. My Dream (Wirzbicky Trance Edit) – 3:37
9. Sun "teuduh-duh-te-te" – 3:09
10. Why (Furious F. Single Edit) – 3:22
11. Depressed (Jaque la Moose Remix) – 5:32

## Formazione
- Edmée Daenen – voce
- Flor Theeuwes – pianoforte, tastiere, programmazione, cori

Altri musicisti
- Giuseppe D. – drum machine, programmazione